# Ван Лэцюань
Ван Лэцюань (кит. трад. 王樂泉, упр. 王乐泉; род. 1 декабря 1944, уезд Шоугуан, провинция Шаньдун) — китайский политик, член Политбюро ЦК КПК с 2002 по 2012 год (16-17 созывов). С 1994 по 2010 год глава парткома КПК Синьцзян-Уйгурского автономного района. 

## Карьера
Ван Лэцюань родился в уезде Шоугуан провинция Шаньдун. В 1966 году вступил в КПК. Выпускник аспирантуры Центральной Партийной школы, Ван продолжил работу в аппарате КПК. В апреле 1975 года - зам.партийного секретаря уезда Шоугуан и заместитель руководителя Революционного комитета уезда. Через три года стал руководителем Революционного комитета. В дальнейшем перешёл на работу в центральный аппарат провинции Шаньдун. В середине 1980-х годов возглавлял отделение Коммунистического союза молодёжи в Шаньдуне. В 1989 году стал заместителем председателя Народного Правительства провинции.
В апреле 1991 года Ван Лэцюань был направлен в Синьцзян, где был включен в состав партийного комитета автономного района. Занимал пост заместителя Секретаря партийного комитета.
С сентября 1994 по 2010 год был Первым Секретарем КПК СУАР. На этом посту отвечал за проведение программ модернизации Синьцзяна. При его активной поддержке развиваются программы индустриализации, развития торговли, масштабного инвестирования в строительства авто- и железных дорог. Принимал участие в доразведке месторождений нефти и газа на территории автономного района, открытии нефтепровода «Казахстан-Китай». Существовала и негативная сторона - в начальной школе вместо уйгурского языка повсеместно внедрял изучение китайского, ограничивал и запрещал ношение традиционного мусульманского костюма для государственных служащих, молитвы на рабочем месте.
Ван Лэцюань - член ЦК КПК, член Политбюро ЦК КПК 16-го и 17-го созывов, также занимал пост политического комиссара СПСК.
Известен строгим отношением к национальным меньшинствам. Получил прозвище «Секретарь-стабильность» за способность быстро урегулировать сложные ситуации и подавление различных проявлений недовольства.
Деятельность Ван Лэцюаня на посту Первого Секретаря подвергалась критике по стороны уйгуров и западных исследователей Синьцзяна за строгую, подчас жёсткую политику. После волнений в Урумчи 2009 года, недовольство руководителем высказывали также и ханьцы, это было связано с неспособностью быстро восстановить социальный порядок в СУАР. Как результат, в Урумчи прошли демонстрации, на которых высказывалось требование об отставке Ван Лэцюаня. 23 апреля 2010 года Политбюро ЦК КПК провело специализированную конференцию, посвящённую текущему положению и будущему развитию СУАР. По её итогам Ван был снят с должности Первого Секретаря КПК СУАР и переведён на работу в Центральный политический и правовой комитет КПК. На его место был назначен Чжан Чуньсянь, прежде работавший в провинции Хунань.
С апреля 2010 года по ноябрь 2012 года заместитель секретаря Политико-юридической комиссии ЦК КПК.
С ноября 2013 года президент Китайского юридического общества
.